# Юуру
Ю́уру (эст. Juuru) — посёлок в волости Рапла уезда Рапламаа, Эстония.
До административной реформы местных самоуправлений Эстонии 2017 года входил в состав волости Юуру и был её административным центром.

## География и описание
Расположен в 10 км к северо-востоку от уездного и волостного центра — города Рапла, у шоссе Козе—Пурила. Высота над уровнем моря — 77 метров.  
Климат умеренный. Официальный язык — эстонский. Почтовый индекс — 79401.
Рядом с посёлком находится часть верхового болота Юуру, относящегося к заповеднику Махтра.

## Население
По данным переписи населения 2021 года, в Юуру насчитывалось 545 жителей, из них 535 (98,3 %) — эстонцы.
По данным переписи населения 2011 года, в посёлке проживали 509 человек, из них 499 (98,0 %) — эстонцы.
Численность населения посёлка Юуру  по данным переписей населения:
| Год  | 1959 | 1970   | 1979  | 1989  | 2000  | 2011  | 2021  |
| ---- | ---- | ------ | ----- | ----- | ----- | ----- | ----- |
| Чел. | 465* | ↗ 474* | ↗ 562 | ↗ 613 | ↘ 579 | ↘ 509 | ↗ 545 |

* Посёлок Юуру (эст. Juuru alevik) и поселение Юуру (эст. Juuru asundus) вместе.

## История
В Датской поземельной книге 1241 года упоминается деревня Juriz, в источниках 1313 года упоминается Jurden, 1441 года —  Jurenkulle, 1494 года — Joerden. 
В 1682 году упоминается мыза Йорден (нем. Joerden, Юуру, эст. Juuru mõis); деревня рядом с ней также оставалась. В XIX веке вокруг Юуруской церкви сформировался маленький посёлок, а в ходе земельной реформы 1919 года в центре бывшей мызы возникло поселение Юуру. После Второй мировой войны деревня Юуру и церковный посёлок были объединены, в 1977 году к ним присоединили и поселение Юуру.
Юуруская церковь архангела Михаила в первоначальном виде была построена как однонефное здание без сводов и башен предположительно в 1300-х годах. В 1847 году была возведена башня в стиле неоготики (пострадавший в пожаре купол восстановили в 1965 году). В 1893—1895 годах была проведена капитальная перестройка церкви (архитектор Э. Р. Бернгард). В 1998 году церковь была включена в Государственный регистр памятников культуры Эстонии как .
В посёлке сохранились главные здания рыцарской мызы Юуру и пастората Юуру, оба находятся в заброшенном состоянии и являются архитектурными памятниками.
В 1970 году на находящейся на кладбище посёлка Юуру братской могиле советских воинов, павших в Великой Отечественной войне (исторический памятник с 1997 до 2023 года), был установлен памятник с надписью на эстонском языке «Слава павшим. Родина не забудет своих защитников 1941». В протоколе от 30 ноября 2022 года рабочая группа по советским памятникам при Госканцелярии Эстонии признала памятник «красным монументом», подлежащим замене на т. н. «нейтральный». Памятник был демонтирован весной 2023 года, вместо него на земле установлена табличка с надписью на эстонском языке «Жертвы Второй мировой войны» (см. Список советских военных памятников Эстонии).

## Инфраструктура
По состоянию на 2023 год в Юуру работали детский сад «Синилилль» (эст. Sinilill — «Перелеска»), Юуруская основная школа имени Эдуарда Вильде, дом по уходу, народный дом, библиотека, Махтраский крестьянский музей и магазин торговой сети «Coop». При Юуруской церкви действует приход святого Михаила Эстонской евангелическо-лютеранской церкви. Велико-Васильевская православная церковь, построенная в 1892—1896 года (архитектор Э. Р. Бернгард) была закрыта в 1960 году, и в настоящее время стоит в руинах. При обеих церквях есть кладбища. 
Юуруская гимназия была основана как сельская школа Атла в 1869 году, в 1957 году стала средней школой, в 1999 году — гимназией, в 2014 году — основной школой. В 2002/2003 учебном году в ней насчитывался 291 ученик, в 2009/2010 учебном году — 199. При школе работают музыкальные классы, где можно обучаться игре на скрипке и фортепиано и пению.

## Галерея

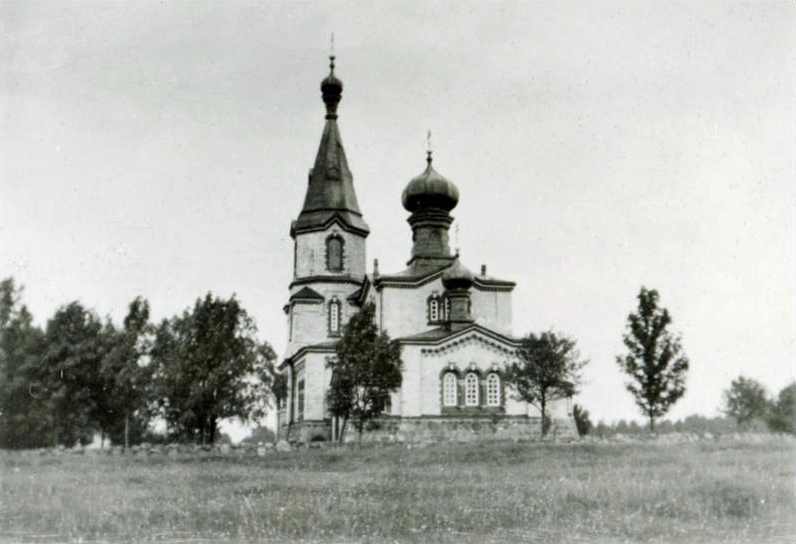
Юуруская Велико-Васильевская церковь, 1930-е годы
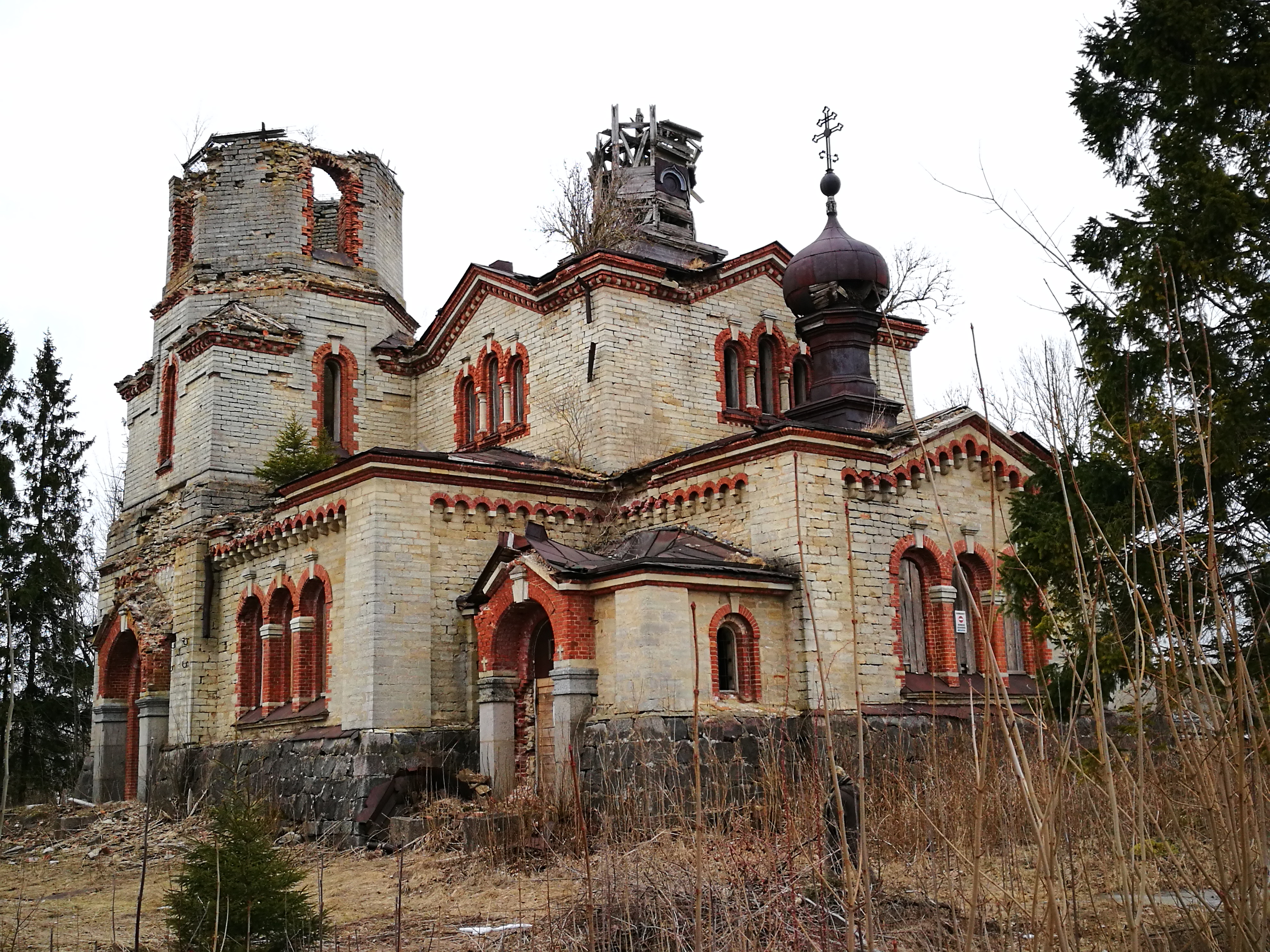
Руины Юуруской православной церкви, 2018 год
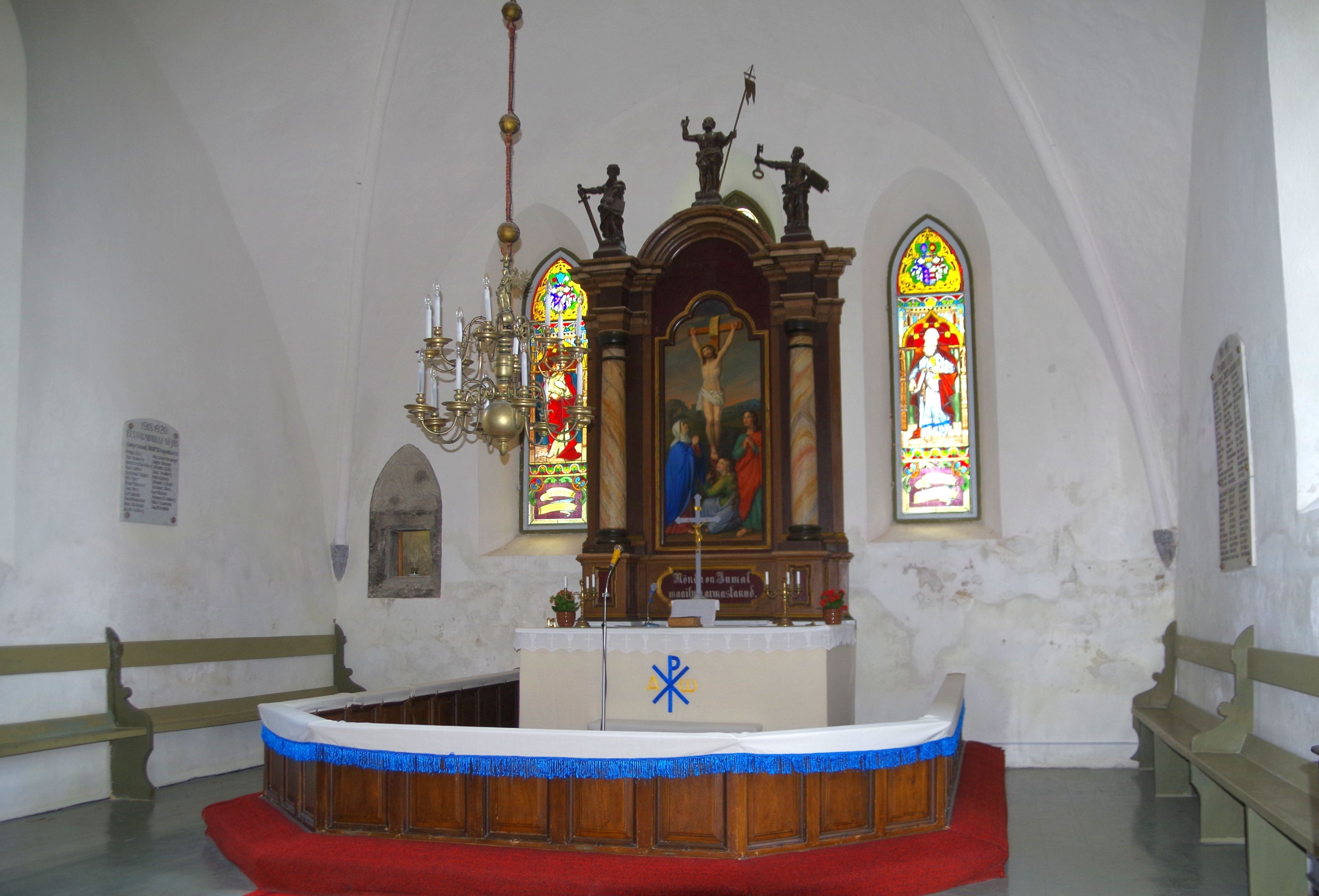
Алтарь в Юуруской лютеранской церкви
Памятник на братской могиле советских воинов, павших во II мировой войне. Демонтирован в 2023 году